# 最高裁判所調査官
最高裁判所調査官（さいこうさいばんしょちょうさかん）は、最高裁判所（以下、最高裁）に所属する裁判所調査官のこと。根拠は裁判所法第57条。最高裁判事の審理を補佐する。裁判所調査官は本来、裁判官ではない裁判所職員の一種であるが、最高裁の裁判所調査官については、キャリア裁判官（職業裁判官）である判事（通例は東京地方裁判所判事）をもって充てることが通例である（この場合、当然、裁判官の身分を有する。）。

## 概要

### 概略
最高裁判所は多数の上告事件を扱うが、最高裁判所裁判官の定員はわずか15名（最高裁判所長官1名および最高裁判所判事14名）と極端に少なく、最高裁判所裁判官だけで全ての事件を審理することは事実上不可能である。そのため、日本の刑事訴訟法では、上告要件を「憲法違反」や「法律解釈」などに限定する「法律審」とすることで制限し、民事訴訟法では、上告受理の申立て制度を採用することで、最高裁判所に持ち込まれる上告事件の数を大幅に抑えている。それでも実際の上告事件の中には、上告要件を満たさないために実質的審理を行う必要がないと判断される事件も多数存在する。そこで、最高裁判所は裁判所調査官の制度を活用し、判事の身分を有する裁判官を最高裁調査官に充て、裁判官の審理の補佐を行わせている。

### 職務
調査官の主な職務は、上告された裁判記録を読み、「大法廷回付」、「小法廷での評議」、「棄却相当」、「破棄相当」と事案に分類し、担当の最高裁判所裁判官に答申を行うことである。
調査官は、裁判官の人的資源を補う機能を発揮しており、上告要件を充たさない案件をスクリーニングして速やかに棄却することで、最高裁で審理する必要性が高い事件への労力を確保する効果も求められている。
また、受理された事件の判決文についても、基本的には調査官が判決文の草案を書く。最高裁判所裁判官の多くは高齢で体力が衰えている事情もあり、裁判官個人の意見を記す場合を除いては判決文の作成をほぼ完全に調査官に任せているとされる。
これらの理由から、「最高裁判所裁判官ではなく、調査官によって上告審の裁判がなされている」と批判されることもある。

## 調査官室
最高裁の調査官たちが勤務する調査官室は、大きく民事・行政・刑事の3部門に分かれており、首席調査官を除く調査官たちは担当する事件の種類に応じて3部門のいずれかに所属している。ただし、最高裁判所事務総局が公表している最高裁判所の機構図には、調査官室の存在は記載されていない。

### 定員
最高裁調査官の定員は特に決められていないが、2018年4月現在の最高裁判所各調査官室（主席調査官室、民事調査官室、行政調査官室、刑事調査官室）には調査官が計40名（うち首席調査官1名、上席調査官3名（民事、行政、刑事各1名）、上席調査官補佐36名（主席調査官補佐1名、民事18名（第一6名、第二6名、第三6名）、行政9名、刑事8名（第一4名、第二4名））在籍している。
最高裁調査官は、多くが40歳前後の判事の職位にある裁判官が充てられ、上席調査官は地方裁判所の部総括判事（裁判長）の経験者から、首席調査官は高等裁判所の部総括判事の経験者からそれぞれ充てられるのが通例である。
ちなみに、2015年刊の『日本の最高裁判所　判決と人・制度の考察』（日本評論社）によると、当時の最高裁調査官は計38名で、首席調査官1名を除く調査官37名の所属の内訳は、民事18名（うち3名が知財事件を担当）、刑事10名、行政9名となっている（同著236ページより）。

## 公式ウェブサイトなどにおける取扱い
最高裁判所に裁判所調査官が存在し、これに裁判官を充てることができることは法律に規定されており(裁判所法57条、同法附則3項)、その人事異動は、官報に登載され、報道もされている。また、最高裁判所調査官は、実名で「最高裁判所判例解説」を執筆するほか、肩書を示して民間の法律雑誌の記事を執筆することもある。
しかし、最高裁判所の公式ウェブサイトには、最高裁判所調査官についての紹介・説明は記載されていない。さらに、最高裁判所の判決書や決定書には最高裁判所裁判官や書記官の氏名だけが記され、担当した最高裁判所調査官の氏名が記載されることはない。
このように最高裁判所は最高裁判所調査官の存在を一般に公表せず秘匿しているため、一般国民が公式ウェブサイトや最高裁判所の判決書等を見ても最高裁判所調査官の存在を知ることは一切できない状態となっている。

## 首席調査官
最高裁判所首席調査官は、最高裁調査官の職の一つ。根拠は最高裁判所首席調査官等に関する規則（昭和43年12月2日最高裁判所規則第8号）第1条。同規則は1968年12月2日付け官報で公布され、同日施行した。最高裁判所に一人置かれる（同条1項）。最高裁判所の裁判所調査官の中から、最高裁判所が命ずる（同条2項）。職務としては、最高裁判所の裁判所調査官の事務を総括する（同条3項）。首席調査官経験者は最高裁判所判事に任命される場合が多く、可部恒雄、三好達、北川弘治、上田豊三、今井功、近藤崇晴、千葉勝美と7代連続で任命された。このうち、三好達は1995年から1997年まで最高裁長官を務めた。

### 歴代の首席調査官
| 氏名     | 在任期間                | 退官時官職                 |
| -------- | ----------------------- | -------------------------- |
| 齋藤壽郎 | 1968.12.4 - 1970.2.9    |                            |
| 安村和雄 | 1970.2.10 - 1971.10.28  | 東京高等裁判所長官         |
| 中村治朗 | 1971.10.29 - 1976.7.15  | 最高裁判所判事             |
| 緒方節郎 | 1976.7.16 - 1977.3.16   | 大阪高等裁判所長官         |
| 西村宏一 | 1977.3.17 - 1982.5.27   | 福岡高等裁判所長官         |
| 井口牧郎 | 1982.5.28 - 1984.2.19   | 名古屋高等裁判所長官       |
| 可部恒雄 | 1984.2.20 - 1987.5.27   | 最高裁判所判事             |
| 三好達   | 1987.5.28 - 1990.5.9    | 最高裁判所長官             |
| 北川弘治 | 1990.5.10 - 1994.12.20  | 最高裁判所判事             |
| 上田豊三 | 1994.12.21 - 1998.3.10  | 最高裁判所判事             |
| 今井功   | 1998.3.11 - 2002.2.20   | 最高裁判所判事             |
| 近藤崇晴 | 2002.2.21 - 2005.12.19  | 最高裁判所判事             |
| 千葉勝美 | 2005.12.22 - 2008.11.24 | 最高裁判所判事             |
| 永井敏雄 | 2008.11.25 - 2012.3.26  | 大阪高等裁判所長官         |
| 金井康雄 | 2012.3.27 - 2014.11.10  | 札幌高等裁判所長官         |
| 林道晴   | 2014.11.11 - 2018.1.8   | 最高裁判所判事（現職）     |
| 尾島明   | 2018.1.9 - 2021.7.15    | 最高裁判所判事（現職）     |
| 八木一洋 | 2021.7.16 - 2023.4.27   | 名古屋高等裁判所長官       |
| 小林宏司 | 2023.4.28 - 2025.3.26   | 広島高等裁判所長官（現職） |
| 福井章代 | 2025.3.27 -             | （現職）                   |

## 上席調査官
最高裁判所上席調査官は、最高裁調査官の職の一つ。根拠は最高裁判所首席調査官等に関する規則（昭和43年12月2日最高裁判所規則第8号）第２条。同規則同条は1981年3月26日付け官報で公布され、同年4月1日より施行された。最高裁判所に三人置かれる（同条1項）。最高裁判所の裁判所調査官の中から、最高裁判所が任命する（同条2項）。職務としては、最高裁判所の裁判所調査官の事務を整理する（同条3項）。

### 歴代の上席調査官
| 氏名       | 在任期間              | 退官時官職                       |
| ---------- | --------------------- | -------------------------------- |
| 吉井直昭   | 1981.4.1 - 1982.3.31  | 東京高等裁判所部総括判事         |
| 平田浩     | 1982.4.1 - 1987.3.31  | 東京高等裁判所判事               |
| 小倉顕     | 1987.4.1 - 1990.3.31  | 浦和地方裁判所長                 |
| 佐藤歳二   | 1990.4.1 - 1994.6.30  | 横浜地方裁判所長                 |
| 大内俊身   | 1994.7.1 - 1995.7.31  | 東京高等裁判所部総括判事         |
| 近藤崇晴   | [ 注 5 ]              | 最高裁判所判事                   |
| 富越和厚   | 1999.4.1 - 2003.3.31  | 東京高等裁判所長官               |
| 高橋利文   | 2003.4.1 - 2004.9.12  | 東京高等裁判所部総括判事（死亡） |
| 福田剛久   | 2004.9.13 - 2009.3.24 | 高松高等裁判所長官               |
| 綿引万里子 | 2009.3.25 - 2012.3.8  | 名古屋高等裁判所長官             |
| 尾島明     | 2012.3.9 - 2016.2.21  | 最高裁判所判事（現職）           |
| 小林宏司   | 2016.2.22 - 2020.6.23 | 広島高等裁判所長官（現職）       |
| 福井章代   | 2020.6.24 - 2023.2.25 | 最高裁判所首席調査官（現職）     |
| 岡崎克彦   | 2023.2.26 -           | （現職）                         |

| 氏名     | 在任期間               | 退官時官職                     |
| -------- | ---------------------- | ------------------------------ |
| 園部逸夫 | 1981.4.1 - 1983.3.31   |                                |
| 北川弘治 | 1983.4.1 - 1988.3.31   | 最高裁判所判事                 |
| 上田豊三 | 1988.4.1 - 1991.6.14   | 最高裁判所判事                 |
| 増井和男 | 1991.6.15 - 1992.5.31  | 高松高等裁判所長官             |
| 涌井紀夫 | 1992.6.1 - 1993.11.3   | 最高裁判所判事                 |
| 近藤崇晴 | 1993.11.4 -            | 最高裁判所判事                 |
| 秋山寿延 | 1995.8.1 - 2000.3.27   | 東京高等裁判所部総括判事       |
| 大橋寛明 | 2000.3.28 - 2003.3.31  | 札幌高等裁判所長官             |
| 高世三郎 | 2003.4.1 - 2005.3.31   | 東京高等裁判所部総括判事       |
| 杉原則彦 | 2005.4.1 - 2006.3.31   | 東京家庭裁判所長               |
| 川神裕   | 2006.4.1 - 2010.3.31   | 東京高等裁判所部総括判事       |
| 岩井伸晃 | 2010.4.1 - 2015.5.19   | 高松高等裁判所長官             |
| 森英明   | 2015.5.20 - 2018.10.30 | 東京高等裁判所部判事           |
| 福井章代 | 2018.10.31 - 2020.6.23 | 最高裁判所首席調査官（現職）   |
| 林俊之   | 2020.6.24 - 2022.11.29 | 長野地方・家庭裁判所長（現職） |
| 中丸隆   | 2022.11.30 -           | （現職）                       |

| 氏名       | 在任期間               | 退官時官職                       |
| ---------- | ---------------------- | -------------------------------- |
| 森岡茂     | 1981.4.1 - 1985.3.31   | 岡山地方裁判所長                 |
| 金谷利広   | 1985.4.1 - 1988.3.31   | 最高裁判所判事                   |
| 香城敏麿   | 1988.4.1 - 1991.3.31   | 福岡高等裁判所長官               |
| 龍岡資晃   | 1991.4.1 - 1995.3.31   | 福岡高等裁判所長官               |
| 白木勇     | 1995.4.3 - 1997.8.3    | 最高裁判所判事                   |
| 池田修     | 1997.8.4 - 2001.9.15   | 福岡高等裁判所長官               |
| 永井敏雄   | 2001.9.16 - 2004.3.31  | 大阪高等裁判所長官               |
| 井上弘通   | 2004.4.1 - 2008.1.6    | 大阪高等裁判所長官               |
| 青柳勤     | 2008.1.7 - 2012.10.26  | 仙台高等裁判所長官               |
| 秋吉淳一郎 | 2012.10.27 - 2014.7.24 | 仙台高等裁判所長官               |
| 伊藤雅人   | 2014.7.25 - 2017.5.31  | 東京高等裁判所部総括判事（現職） |
| 斎藤啓昭   | 2017.6.1 - 2021.4.7    | 前橋地方裁判所長（現職）         |
| 川田宏一   | 2021.4.8 -             | （現職）                         |